# بخش پورتیج (شهرستان وود، اوهایو)
بخش پورتیج (به انگلیسی: Portage Township) یک منطقهٔ مسکونی در ایالات متحده آمریکا است که در شهرستان وود، اوهایو واقع شده‌است.
 بخش پورتیج ۹۴٫۷ کیلومتر مربع مساحت و ۱٬۶۱۴ نفر جمعیت دارد و ۲۰۶ متر بالاتر از سطح دریا واقع شده‌است.